# Grosset & Dunlap
Grosset & Dunlap é uma editora americana, fundada em 1898.
Esta empresa foi adquirida em 1982 por G. P. Putnam's Sons, subsidiária de Penguin Group que publica cerca de 170 títulos por ano.